# Alberto Rossini
Alberto Rossini, detto Lupo (Treviglio, 10 giugno 1969), è un ex cestista, allenatore di pallacanestro e dirigente sportivo italiano.
È soprannominato Lupo: questo nome gli è stato dato dal suo coach in nazionale italiana cadetti, Mario Blasone, che lo paragonò appunto ad un lupo per il modo aggressivo di difendere. Faceva dell'anticipare gli avversari e della difesa senza palla le sue doti migliori.

## Carriera

### Giocatore

#### Club

##### Cantù
Cestisticamente nasce sotto l'ala di Pierluigi Marzorati e con la guida tecnica di Carlo Recalcati che lo lancia in massima serie. Il 4 ottobre 1987 il suo esordio in serie A è in una gara molto delicata come il derby Cantù-Varese. In quel suo primo campionato nel 1987-88 disputa già 34 incontri con 3,3 punti, 1,3 rimbalzi e 1 assist in 14,1 minuti di media gara.
Alberto Rossini resta nella cittadina brianzola per 11 anni e ne diviene il capitano e l'emblema. 1988-89: 13,1 minuti, 3,6 punti e 1,3 rimbalzi. 1989-90: 16,2 minuti, 6,2 punti, 1,6 rimbalzi.
Nella stagione 1990-91 nella panchina canturina subentra Fabrizio Frates, fin a quel momento assistente di Recalcati, ma l'impiego di Lupo è sempre in crescendo: 20,6 minuti, 6,8 punti, 1,5 rimbalzi. In quella stagione Cantù vince anche la sua quarta Coppa Korać. Nel 1991-92: 35,6 minuti, 9,9 punti, 2,9 rimbalzi.
1992-93: 35,3 minuti, 13,2 punti e 3 rimbalzi. Il 1993-94 è un'annata sfortunata per "Lupo" Rossini che con la sua Cantù, guidata da Arrigoni e sponsorizzata da Shampoo Clear, retrocede in A2: per lui ci sono 36,4 minuti, 12,7 punti, 3,3 rimbalzi. Nella stagione seguente realizza 11,9 punti e cattura 2,8 rimbalzi in 32,4 minuti distribuiti in 44 gare. Il ritorno in A1, sfiorato l'anno prima, per la Polti Cantù arriva nel 1995-96, quando Rossini tocca i 36,8 minuti, 14,2 punti, 3,6 rimbalzi e ben 4 assist per gara. 1996-97: 37,5 minuti, 10,5 punti, 3 rimbalzi e 3,5 assistenze. Nel 1997-98 Alberto Rossini dice addio a Cantù con 29 minuti, 7,8 punti, 2,3 rimbalzi.

##### Roma
L'anno sportivo seguente approda a Roma, dove vive due stagioni tra luci e ombre. Nel 1998-99 Rossini fa registrare 29 presenze, 25,6 minuti, 6,6 punti e 1,8 rimbalzi. Il 1999-2000 è la stagione in cui il play trevigliese gioca meno, con solo 12,2 minuti in media in 29 presenze e 3,1 punti con 1,2 rimbalzi. Da qui la decisione di una nuova scommessa e un nuovo progetto per rilanciare la sua carriera.

##### Jesi
La scelta ricade su Jesi, piazza che in quegli anni ha programmi ambiziosi e che è molto simile, come realtà sociale, a quella canturina. Nel primo anno all'Aurora, sotto la gestione di Andrea Mazzon, è già una colonna del quintetto e colleziona 40 presenze con 33,3 minuti, 10,4 punti, 1,6 assist e 4,1 rimbalzi. Nella stagione 2001-02 Rossini (divenuto capitano) gioca 41 gare, segna 8,8 punti a sera, catturando anche 4 rimbalzi e smazzando quasi 2 assistenze ai compagni.
Nella stagione 2002-03 le partite giocate sono 39, nonostante il 18 novembre si fratturi il piede in un incredibile incidente stradale in autostrada (un sasso gli perfora la carrozzeria conficcandoglisi nel pedale della frizione). Dopo soltanto tre gare torna alla regia della squadra, la quale arriva alla semifinale play-off, persa con Teramo. Per "Lupo" Rossini in quell'anno ci sono 26,6 minuti e 7,9 punti.
Il 2003-04 è l'anno del suo ritorno in massima serie, al termine di un play-off in cui risulta l'uomo chiave per la vittoria della Sicc Bpa. Sono 43 i match disputati, con 7,3 punti (ma quasi 10 nel play-off con il 50% da tre) in 33,1 minuti giocati mediamente.
Nel 2004, avendo ormai 35 anni, c'è chi lo ritiene ormai inadeguato per Lega A, ma Rossini smentisce tutti, disputando una stagione sportiva a livelli molto buoni e risultando uno dei migliori difensori del torneo. Per lui si registrano 30 minuti giocati ogni sera, con un bottino medio di 5,6 punti (56% da due), 2,3 rimbalzi e 2,6 assist. L'8 giugno 2005, due giorni prima del suo trentaseiesimo compleanno, "Lupo" Alberto Rossini rinnova il contratto con l'Aurora Basket Jesi per altri due anni.

#### Nazionale
Rossini ha fatto parte della selezione maggiore della Nazionale italiana con la cui maglia ha disputato nel 1990 il Campionato mondiale in Argentina e i Goodwill Games di Seattle, ma nel suo palmarès azzurro vi sono due sole vittorie di prestigio:
- ORO ai Giochi del Mediterraneo del 1991
- ORO ai Giochi del Mediterraneo del 1993

In nazionale maggiore vanta 56 presenze.

### Allenatore e dirigente
Dopo un primo anno trascorso da assistente di Stefano Cioppi a Jesi, nell'estate del 2011 assume l'incarico di vice allenatore di Sergio Scariolo all'Olimpia Milano.
Nel gennaio 2015 prende la guida del Veroli Basket in Serie A2 Gold con il ruolo di capo allenatore, tuttavia il successivo 13 febbraio la squadra si ritira dal campionato a causa dei problemi economici e societari.
Il 30 giugno 2015 viene annunciato il suo ingaggio come team manager addetto alla prima squadra dell'Olimpia Milano per la stagione 2015-16. A partire dall'annata 2018-19 viene promosso al ruolo di direttore sportivo, ereditando la carica da Flavio Portaluppi.

## Palmarès
- Coppa Korać: 1
 Pall. Cantù: 1990-91
- Coppa Italia di Legadue: 1
 Jesi Academy: 2008